# Paweł Piekarczyk
Paweł Łukasz Piekarczyk (ur. 19 marca 1967) – polski artysta wykonujący poezję śpiewaną.

## Życiorys
Z wykształcenia matematyk. Światopoglądowo związany z polską prawicą, m.in. ze środowiskami „Gazety Polskiej”, Radia Maryja oraz Telewizji Republika. Swoją karierę rozpoczął w latach 90. XX wieku od współpracy z Leszkiem Czajkowskim przy wykonywaniu programu Śpiewnik oszołoma. W swej twórczości podejmuje tematykę historyczną, związaną m.in. z żołnierzami wyklętymi, stanem wojennym oraz krytykuje rządy koalicji PO-PSL przed 2015 rokiem. W 1997 bez powodzenia ubiegał się o mandat posła na Sejm w okręgu warszawskim z listy Ruchu Odbudowy Polski, a w 2002 o mandat radnego Rady m.st. Warszawy z listy komitetu Julii Pitery.
Wszedł w skład komitetu wspierającego kandydaturę Karola Nawrockiego na prezydenta RP w wyborach w 2025.

## Odznaczenia
W 2017 roku został odznaczony przez Prezydenta RP Andrzeja Dudę Krzyżem Kawalerskim Orderu Odrodzenia Polski „za wybitne zasługi w działalności na rzecz przywracania pamięci o ofiarach zbrodni systemów totalitarnych”. Odznaczenie to zwrócił w 2018 roku jako protest przeciwko odwołaniu Antoniego Macierewicza ze stanowiska Ministra Obrony Narodowej. W 2017 roku otrzymał również Odznakę Honorową i Medal Pamiątkowy Kustosza Tradycji, Chwały i Sławy Oręża. W tym samym roku minister kultury i dziedzictwa narodowego Piotr Gliński uhonorował go Srebrnym Medalem „Zasłużony Kulturze Gloria Artis”.

## Dyskografia
- Portret III RP (2010)
- Drugi obieg w kondominium (2012)
- Dumny oszołom (2014)
- Zapiski walki, zdrady i zwycięstwa (2016) – koncertowa wraz z Leszkiem Czajkowskim